# 大正天皇祭
| 宮中祭祀の主要祭儀一覧             |
| 四方拝・歳旦祭                     |
| 元始祭                             |
| 奏事始                             |
| 昭和天皇祭（先帝祭）               |
| 孝明天皇例祭（先帝以前三代の例祭） |
| 祈年祭                             |
| 天長祭（天長節祭）                 |
| 春季皇霊祭・春季神殿祭             |
| 神武天皇祭・皇霊殿御神楽           |
| 香淳皇后例祭（先后の例祭）         |
| 節折・大祓                         |
| 明治天皇例祭（先帝以前三代の例祭） |
| 秋季皇霊祭・秋季神殿祭             |
| 神嘗祭                             |
| 新嘗祭                             |
| 賢所御神楽                         |
| 大正天皇例祭（先帝以前三代の例祭） |
| 節折・大祓                         |

大正天皇祭（たいしょうてんのうさい）は、昭和年間における先帝祭の名称。大正15年（1926年）12月25日の大正天皇崩御に伴い、皇霊殿に於いて、毎年崩御日に相当する日に大祭（天皇が皇族および官僚を率いて親（みずか）ら祭典を行う）として斎行されていた。
平成元年（1989年）以降、先帝祭は昭和天皇祭（1月7日）に変更されている。大正天皇の祭祀は、孝明天皇、明治天皇の祭祀と同様に先帝以前三代の祭祀として、毎年崩御日に相当する日に大正天皇例祭が小祭（天皇が皇族および官僚を率いて親ら拝礼し、掌典長が祭典を行う）として斎行されており、式年（崩御の年より3・5・10・20・30・40・50・100年目および以後100年毎）の崩御日に相当する日に大正天皇式年祭が大祭として斎行されている。

## 概要
同日多摩陵に勅使が参向させられ奉幣の儀がある。
神宮・官幣社以下一般神社においても儀が設けられ山稜を遙拝する。宮中における祭典は先帝追考のため御霊の鎮まる皇霊殿と山陵を祭るから、その儀は皇霊殿の儀、御神楽の儀および山陵に奉幣の儀の3つに分かれる。
以上が例祭であり、式年に当たるときはさらに鄭重な式年祭が行なわれる。この時は天皇による山陵に行幸御親祭があり、皇霊殿ではかわりに掌典長が祭る。
先帝祭の起源は国忌といって、大宝令における規定では「国忌の日は主上廃務」とあり、一定の寺院に官吏が遣わされ斎戒が行なわれた。
明治維新の後、これに替わって神武天皇祭と先帝祭とが特に国家の祭日として創定されたので、明治6年（1873年）10月14日、年中祭日祝日ノ休暇日ヲ定ム（明治6年太政官布告第344号）で祭日、祝日が定められたとき、神武天皇祭（4月3日）とともに先帝祭として孝明天皇祭（1月30日）が加えられ、昭和2年（1927年）3月4日、休日ニ関スル件（昭和2年勅令第25号）で休日が定められるにいたって、明治天皇祭（7月30日）を除き大正天皇祭（12月25日）が加えられたのである。
12月25日が休日となっていた昭和2年（1927年）から昭和22年（1947年）までの21年間で、日本にクリスマスの習慣が広く普及・定着したとされている。